# 2023년 아르헨티나 대통령 선거
2023년 아르헨티나 대통령 선거는 2023년 10월 22일 아르헨티나에서는 대통령, 부통령, 전국 의회 의원 및 대부분의 지방 주지사를 선출하기 위해 총선거가 실시되었다. 제1차 투표에서 과반을 차지한 대통령 후보가 나오지 않자 11월 19일 결선 투표가 실시되었는데, 이 투표에서 하비에르 밀레이가 세르히오 마사를 꺾고 아르헨티나 대통령이 되었다. 현직 대통령 알베르토 페르난데스와 현직 부통령이자 전 대통령 크리스티나 페르난데스는 연임 자격이 있음에도 불구하고 재선에 도전하지 않았다.
결선투표에 진출한 집권 국토 연합의 마사가 예상외로 1위를 차지해 30%의 득표율로 2위를 차지한 자유당의 밀레이를 누르고 36%의 득표율을 기록했다. 밀레이가 그때까지 여론조사에서 앞서고 있을 뿐만 아니라 마사의 경제부 장관 재임 기간에 벌어진 극심한 인플레이션 때문에 마사의 제1차전 승리는 엎친 데 덮친 격으로 여겨졌다.
결선투표에서 밀레이는 55.7%의 득표율로 마사를 이겼는데, 이는 아르헨티나의 민주주의 전환 이후 가장 높은 득표율이었다. 밀레이는 1,400만표 이상을 얻었고, 이는 아르헨티나 역사상 가장 높은 득표율이었다. 1차 투표의 예상 밖의 역전에서 밀레이는 훨씬 더 접전을 불러왔던 여론조사를 능가했다. 공식 결과가 발표되기 직전 마사는 패배를 인정했다. 밀레이는 이후 2023년 12월 10일 아르헨티나의 대통령으로 취임했다.
관측통들은 일반적으로 밀레이의 승리를 그의 정치에 대한 지지보다는 현상에 대한 불만의 표시로 보았고, 그의 승리는 미국의 도널드 트럼프와 브라질의 자이르 보우소나루의 승리에 비유되었다.
세르히오 마사는 선거 과정에서 아르헨티나 축구 국가대표팀의 리오넬 스칼로니 감독을 선거운동에 참여시키려 했으나 스칼로니에게 거절 당했다.